# Karolinische Sprache
Die karolinische Sprache ist eine ursprünglich auf den Karolinen beheimatete Sprache des mikronesischen Sprachkontinuums, die (neben Englisch und Chamorro) auf den Nördlichen Marianen gesprochen wird.
Karolinisch hat eine Ähnlichkeit von 95 % mit Satawalesisch, 88 % mit Woleiainisch und Puluwatesisch, 81 % mit Mortlockesisch, 78 % mit Chuukesisch und 74 % mit Ulithisch.